# Алън Уайлдър
Алън Чарлз Уайлдър (на английски: Alan Charles Wilder) е британски музикант, роден на 1 юни 1959 г., бивш член на групата Депеш Мод, където изиграва ключова роля като музикант и продуцент. Уайлдър започва настоящия си музикален проект, наречен Рикойл (на английски: Recoil), като страничен проект още докато е част от Депеш Мод. Когато напуска групата през 1995 г., работата му по Рикойл се превръща в основната му дейност. Уайлдър работи и като продуцент и ремиксира песни на групите Нитцър Еб и Кърв. Той е музикант с класическо музикално образование  и известен съвременен музикален продуцент.

## Ранни години
Уайлдър е роден в семейство, което е нито богато, нито бедно и израства в Актън, в западната част на Лондон. Насърчаван от родителите си, той започва да свири на пиано на осем години. По-късно той се научава да свири и на флейта в гимназията Свети Клемънт Дейнс и става водещ музикант в училищните групи, в които участва. В училището музикално влияние върху него оказва Тед Инг, който е перкусионист. Двамата основават групата „Клоака“ (в нея участват и Стефан Хелър на бас китара, Саймън Томас – вокали и китара, както и по-късно Майк Кристър на китара). Групата свири на много концерти в областта на западен Лондон, подгрявайки други групи от порядъка на „Tubeway Аrmy“ на Гари Нюман и „Henry Strand and the Westway Band“ заедно с музикантите от Клаш Мик Джоунс и Джо Стръмър. След училище Алън работи като асистент в звукозаписното студио DJM Studios. В резултат на това той работи с банди като Драгънс, Дафне и Тендърспотс (като Алън Нормал), Риъл ту Риъл (с участието на Ейдриън Чилвърс на бас китара и Пит Фреш на китара, Волфганг Марландър на барабани и Пол Сейнт Джеймс вокали), Рубетс, Хитмен и Коргис, които се издават достигналия номер 13 в британската класация за сингли „If I Had You“ (1979).